# Nuraghe S'Urachi
Il nuraghe S'Urachi o S'Uraki è un sito archeologico di epoca nuragica situato nel comune di San Vero Milis, in provincia di Oristano.

## Descrizione
Sito in una piana alluvionale nei pressi dell'abitato, si tratta di un nuraghe di tipo complesso, ancora in parte interrato e in fase di scavo archeologico, protetto da sette torri visibili, collegate tra loro da un'antemurale, e da altre tre probabili torri che si celerebbero al di sotto della vecchia ex strada provinciale 10.
Intorno ad esso si estendeva un villaggio di capanne. Dall'area del nuraghe proviene il famoso torciere in bronzo di tipo cipriota attualmente esposto al Museo archeologico nazionale di Cagliari.